# Apám sárkánya
Az Apám sárkánya (eredeti cím: My Father's Dragon) 2022-ben bemutatott amerikai–ír 2D-s számítógépes animációs kalandfilm, amelyet Nora Twomey rendezett, Ruth Stiles Gannett Az apukám sárkánya című regénye alapján.
Amerikában és Írországban 2022. november 4-én a mozikban, Magyarországon 2022. november 11-én a Netflixen mutatták be.

## Cselekmény
Egy láthatatlan idősebb nő mesél apja, Elmer Elevator gyerekkori történetéről. Neki és édesanyjának, Delának édességboltjuk volt egy kisvárosban, de kénytelenek voltak bezárni és elköltözni, miután a város többi lakói is elköltöztek. A távoli Sosemzöldvárosba költöznek, ahol egy új boltot terveznek nyitni, de végül elveszítik az összes pénzt, amit a boldogulásuk során megtakarítottak, feltehetően 3 pajkos utcagyerek, Callie, Gertie és Eugene miatt.
Elmer hamarosan összebarátkozik egy macskával, és végül az az ötlete támad, hogy gyűjtse össze a bolthoz szükséges pénzt, csakhogy az anyja közli vele, hogy ez most már reménytelen vállalkozás. Elmer feldühödve a kikötőbe menekül, hogy egyedül maradjon. A macska odajön hozzá, és megszólítja, nagy megdöbbenésére. Elmondja neki, hogy egy szigeten, a Vad-szigeten, a városon túl egy sárkány lakik, aki valószínűleg tud segíteni neki. Elmer elvállalja a feladatot, és a Szóda nevű bálnán elszállítják a szigetre. Miután eljutnak a Vad-szigetre, Szóda elmagyarázza, hogy egy Saiwa nevű gorilla a sárkányt arra használja, hogy megakadályozza a sziget elsüllyedését.
Elmer kiszabadítja a sárkányt, aki elmagyarázza, hogy az ő fajtája mióta az eszét tudja, megmenti a szigetet, és miután sikerrel jár, ő lesz az "Utósárkány". Azonban rájönnek, hogy Borisz nem tud repülni, mert eltörte a szárnyát, amikor Elmer megmentette, és elárulja, hogy fél a víztől és a tűztől is. Megállapodnak, hogy Borisz segít Elmernek összegyűjteni elég pénzt egy új bolt megvásárlásához, és amint elkészül, szabadon engedi a sárkányt, és kalandba indulnak, hogy megkeressenek egy Aratuah nevű teknőst, hogy kiderítsék, hogyan tudja Borisz megakadályozni, hogy a sziget elsüllyedjen a következő évszázadban. Útközben találkoznak a sziget néhány lakójával, például Kornéliusszal, a krokodillal, a tigris testvérekkel, Sasha-val és George-dzsal, valamint egy Iris nevű orrszarvúmamával, miközben megpróbálnak kitérni Saiwa és majomhadserege elől.
Hamarosan eljutnak Aratuah kagylójához, de Elmer megtudja, hogy meghalt. Miközben egy virágon pihennek, Saiwa és csapatai megtalálják őket, és Saiwa elárulja, hogy tudott Aratuah haláláról, ami feldühíti a makákó másodparancsnokát, Kwant, aki egy óriási gombát használ tutajként, hogy elhagyja a szigetet. Miközben Borisszal repül, Elmer megvilágosodik: a szigetet a gyökerek húzzák lefelé. Meggyőzi Boriszt, hogy teljes erejéből repüljön, és törje el a gyökereket. Borisz két gyökeret tör el, de saját megvilágosodása van arról, hogyan mentheti meg egyedül (Elmer nélkül) a szigetet.
Elmer a vízbe esik, de Saiwa megmenti, aki a többi állattal együtt evakuálja a szigetet. Szembesíti Elmert azzal, hogy ki akarja használni Boriszt, és nem igazán barátkozik vele. Ezután elárulja, hogy miután megtudta Aratuah halálát, és látta, milyen ostoba és rémült Borisz, tudta, hogy mindenki félelmében megfullad, mielőtt az óceán elnyeli a szigetet. Ezért Boriszt használta fel arra, hogy végrehajtsa az egyetlen megoldást, amit ismert: arra kényszerítette a sárkányt, hogy újra és újra felemelje a szigetet.
Elmer helyre akarja hozni a dolgokat, ezért visszamegy a szigetre Boriszhoz, és segít neki bátorságot találni, hogy beleugorjon a csúcs tüzébe, és belélegezze azt. Ez helyreállítja a gyökereket, amelyek valójában a szigetet tartották fent, de egy évszázad után meggyengültek. Borisz végül "Utósárkánnyá" válik, és elmondja az állatoknak, hogyan tanítsa meg a jövő sárkányait a helyes útra, hogy megmentsék a szigetet. Hazaviszi Elmert, elhaladva a meglepett Kwan mellett, aki a mandarinfákon lakik. Elmer újra találkozik az édesanyjával.

## Szereplők
| Szerep                     | Eredeti hang        | Magyar hang        |
| -------------------------- | ------------------- | ------------------ |
| Elmer Elevator             | Jacob Tremblay      | Peregovits Dániel  |
| Borisz, a sárkány          | Gaten Matarazzo     | Kálmán Barnabás    |
| Dela Elevator, Elmer anyja | Golshifteh Farahani | Bánfalvi Eszter    |
| Saiwa, a gorilla           | Ian McShane         | Mihályi Győző      |
| Kwan, a makákó             | Chris O’Dowd        | Dévai Balázs       |
| Tamir, a koboldmaki        | Jackie Earle Haley  | Szemenyei János    |
| Iris, orrszarvú            | Dianne Wiest        | Igó Éva            |
| Mrs. McClaren              | Rita Moreno         | Horváth Zsuzsa     |
| Kornéliusz, a krokodil     | Alan Cumming        | Fekete Zoltán      |
| Callie                     | Yara Shahidi        | Földi Csenge       |
| Cica                       | Whoopi Goldberg     | Pregitzer Fruzsina |
| narrátor, Elmer lánya      | Mary Kay Place      | Menszátor Magdolna |
| Sasha, a tigris            | Leighton Meester    | Csuha Borbála      |
| George, a tigris           | Spence Moore II     | Szabó Andor        |
| Bob                        | Adam Brody          |                    |
| Magda                      | Charlyne Yi         | Kőszegi Mária      |
| Eugene                     | Jack S.A. Smith     | Vadócz Máté        |
| Gertie                     | Maggie Lincoln      | Bak Julianna       |

### Magyar változat
- Magyar szöveg: Szentmihályi Hunor
- Hangmérnök: Pataki Tamás
- Vágó; Sári-Szemerédi Gabriella
- Gyártásvezető: Kincses Tamás
- Szinkronrendező: Bercsényi Péter

A szinkront a Direct Dub Studios készítette el.

## A film  készítése
2016 júniusában jelentették, hogy a Cartoon Saloon Az apukám sárkánya című film adaptációját dolgozza ki, Tomm Moore és Nora Twomey rendezőkkel. 2018 novemberében a Netflix bejelentette, hogy beszállt a projektbe. Moore kiszállt, így Twomey most már egyedüli rendező volt. 2022 áprilisában nyilvánosságra hozták a szereplőgárdát, valamint az első képet a filmből. A Cartoon Saloon korábbi játékfilmjeihez hasonlóan továbbra is a TVPaint Animationt használta a karakteranimáció kézzel rajzolt ecset- és ceruzavonásaihoz, de először használták a Toon Boom Harmony-t az effektekhez és a digitális tintafestéshez. A Moho szoftvert használták a kellékek és a háttérelemek rigged animációjához, valamint a háttérben lévő tömeg animációjának kezeléséhez is.